# 1822 (numero)
Milleottocentoventidue (1822) è il numero naturale dopo il 1821 e prima del 1823.

## Proprietà matematiche
- È un numero pari.
- È un numero composto da 4 divisori: 1, 2, 911, 1822. Poiché la somma dei suoi divisori (escluso il numero stesso) è 914 < 1822, è un numero difettivo.
- È un numero semiprimo.
- È un numero palindromo e un numero ondulante nel sistema posizionale a base 5 (24242).
- È un numero di Smith nel sistema numerico decimale.
- È un numero congruente.
- È un numero intoccabile.
- È un numero odioso.
- È parte della terna pitagorica (1822, 829920, 829922).